# Preparati la bara!
Preparati la bara!  è un film western all'italiana del 1968 diretto da Ferdinando Baldi. Il film è noto anche con il titolo Viva Django. Il film di Ferdinando Baldi rappresenta il prequel apocrifo del film Django di Sergio Corbucci.

## Trama

Un primo piano di Django

Nel 1889 il senatore David Berry viene indicato come candidato alla carica di governatore dello stato e Django, suo amico, lo affianca come guardaspalle. David gli chiede supporto fino alle elezioni, ma Django ha diversi interessi e gli comunica che ha l'impegno di scortare un carico d'oro ai depositi federali di Atlanta.
Durante il viaggio, il convoglio viene assaltato da una banda di criminali che uccide tutta la scorta e la moglie di Django, mentre quest'ultimo viene solo ferito e si salva per miracolo. David assiste alla scena, guardando i suoi uomini recuperare l'oro e andarsene. Dopo essersi ripreso, Django decide di scavare una tomba con il suo nome e diventa il boia della contea, meditando vendetta verso quello che era il suo amico.
Attraverso il telegrafista, Orazio scopre che i convogli carichi d'oro vengono regolarmente attaccati, ma ogni volta vengono condannati a morte criminali e persone estranee ai fatti. Django, nel ruolo di boia, raggiunge una contea dopo l'altra per le impiccagioni e riesce a salvare alcuni condannati, facendo loro indossare un corpetto protettivo prima di raggiungere il patibolo. Nella sera recupera i corpi e, dopo aver coperto una tomba vuota nel cimitero, li indirizza verso il guado di Mendes, ricattandoli in quanto, se fossero stati visti, verrebbero impiccati nuovamente con un altro boia.
Mentre si appresta a impiccare un messicano di nome Garcia, la moglie del condannato Mercedes tenta di bloccare l'esecuzione, ma viene colpita da Lucas, un pistolero al soldo di Berry che aveva di fatto organizzato tutte le false testimonianze a carico degli accusati. Nella giornata successiva, Django e Garcia raggiungono il guado e armano il gruppo di sopravvissuti. Django spiega loro che vuole attaccare Lucas in quanto ha con lui un conto in sospeso, e chiede al gruppo di attaccare i falsi testimoni che li hanno condannati, senza tuttavia ucciderli. Non tutti sono d'accordo e, in una sparatoria, Garcia salva Django, guadagnandosi la sua fiducia. I falsi testimoni vengono picchiati e le loro fattorie incendiate, ed essi si dirigono da Lucas per chiedere protezione: questi accetta e si prepara ad attaccare il prossimo convoglio d'oro.
Django elabora la stessa idea grazie alle informazioni di Orazio, proponendo ai sopravvissuti di catturare i veri assalitori e di farli confessare al governatore dello Stato, in modo da essere riabilitati. Orazio li informa anche che la moglie di Garcia verrà impiccata nello stesso giorno, in quanto Lucas l'aveva accusata di essere complice negli attacchi. Django decide allora di salvarla e di ricongiungersi in seguito al gruppo: in sua assenza, però, Garcia prende il comando e aizza la banda ad attaccare il convoglio, semplicemente per rubare l'oro, disinteressandosi della riabilitazione. Nella discussione, questi uccide Wallace e ferisce un altro uomo, che riesce però a raggiungere il paese chiedendo del boia. Garcia nel frattempo guida l'attacco recuperando l'oro e, raggiunto il confine con il Messico, uccide tutti i compagni.
Nel paese gli uomini di Lucas riconoscono il ferito, capiscono l'inganno degli impiccati e la sera catturano Django al cimitero. Lucas ordina il suo pestaggio, mentre il ferito rivela il tradimento di Garcia. Mentre Lucas si reca al saloon per aggiornare il senatore Berry sul furto, Orazio e Mercedes liberano Django con uno stratagemma. Django decide di mettere a fuoco il locale e, con l'aiuto di Orazio, abbatte a uno a uno gli uomini di Berry mentre il senatore riesce a fuggire. Lucas rimane intrappolato all'interno e muore carbonizzato dopo essere stato accusato da Django come artefice della morte della moglie.
Nella mattina seguente Django organizza con Mercedes un incontro con Berry, utilizzando Garcia come esca in quanto aveva tradito la sua fiducia. Il messicano guida Berry in un cimitero, dove il boia sta scavando una fossa. Il senatore cerca di trattare con Django e, al suo rifiuto, lo attacca venendo però disarmato. Sentiti gli spari, gli uomini di Berry compaiono sulla collina del cimitero, preparandosi alla fucilazione di Django. Garcia crea un diversivo, ma viene abbattuto e Django, impassibile, continua a scavare trovando e aprendo il fronte di una bara. Da questa recupera una mitragliatrice e uccide la banda, compreso Berry mentre cerca di scappare. Raggiunge poi Mercedes consegnandole un sacchetto d'oro e la abbandona, allontanandosi a cavallo.

## Produzione
Franco Nero rifiutò il ruolo di protagonista nonostante fosse legato da contratto con la casa di produzione BRC.